# Chromis pamae
Chromis pamae là một loài cá biển thuộc chi Chromis trong họ Cá thia. Loài này được mô tả lần đầu tiên vào năm 1992.

## Từ nguyên
Từ định danh pamae được đặt theo tên vợ của tác giả McCosker, Pamela, vì mẫu định danh của loài cá này có thân mảnh và được  ví với của vẻ đẹp của Pamela.

## Phạm vi phân bố và môi trường sống
C. pamae ban đầu được biết đến tại quần đảo Pitcairn, sau đó được ghi nhận thêm tại quần đảo Australes và Tuamotu (Polynésie thuộc Pháp), được thu thập ở độ sâu khoảng 4–44 m.

## Mô tả
C. pamae có chiều dài cơ thể lớn nhất được ghi nhận là 10,4 cm. Cơ thể có màu xanh xám. Vây hậu môn và hai thùy đuôi sẫm đen. C. pamae và Chromis randalli là hai loài duy nhất trong chi Chromis có đến 15 gai ở vây lưng.
Số gai ở vây lưng: 15; Số tia vây ở vây lưng: 10–11; Số gai ở vây hậu môn: 2; Số tia vây ở vây hậu môn: 10–11; Số gai ở vây bụng: 1; Số tia vây ở vây bụng: 5.

## Sinh thái học
Thức ăn của C. pamae là động vật phù du. Cá đực có tập tính bảo vệ và chăm sóc trứng; trứng có độ dính và bám vào nền tổ.